# La teoría de la biogeografía insular
La Teoría de Biogeografía Insular es un libro de 1967 escrito por el ecólogo Robert MacArthur y el biólogo Edward O. Wilson. Es ampliamente considerado como pieza seminal en biogeografía de islas y ecología. Se lanzó una reedición del libro en 2001 como parte de la serie "Hitos de Princeton Hitos" de Biología. El libro popularizó la teoría de que la biota insular mantiene un equilibrio dinámico entre las tasas de inmigración y los índices de extinción. El libro también popularizó los conceptos y terminología de r/K en la teoría de selección.

## Antecedentes
La Teoría de Biogeografía Insular tiene sus raíces en el trabajo de Wilson con las hormigas de Melanesia. MacArthur sintetizó las ideas de Wilson acerca de la competencia, colonización y equilibrio en una representación gráfica sencilla de curvas de inmigración y extinción, de la cual puede determinarse el número de especies en equilibrio en una isla. Las ideas de MacArthur y Wilson fueron primero presentados en un artículo publicado en 1963, y fueron más desarrolladas en un libro.

## Resumen

### Introducción
En el capítulo introductorio, MacArthur y Wilson destacan la importancia de estudiar la biogeografía de las islas. Debido a que las islas son menos complejas  y más numerosas que los ecosistemas más grandes, las islas proporcionan mejores oportunidades para desarrollar ideas y realizar réplicas en investigaciones de campo. Dado que los microcosmos insulares son común a todos los  ecosistemas, los principios de la biogeografía de islas pueden ser aplicados generalmente.

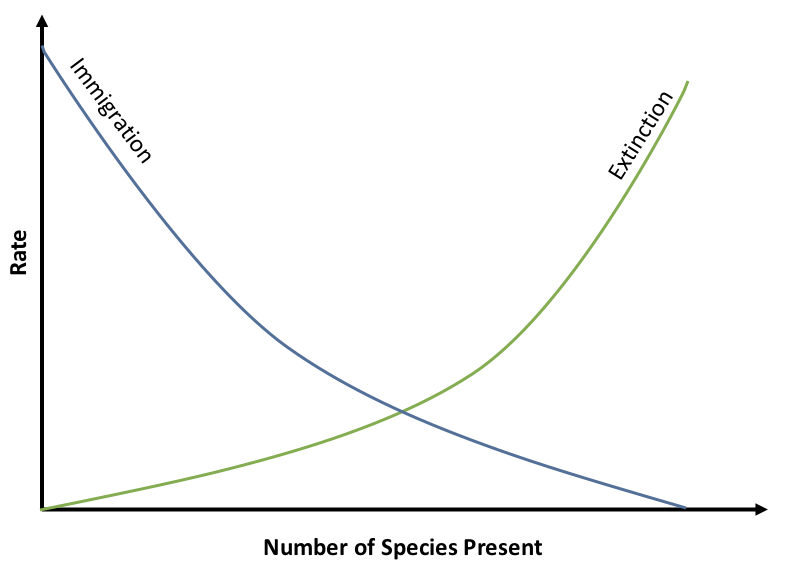
Este gráfico representa el índice de inmigración de especies nuevas y el índice de extinción de especies residente versus el número de especies presentes en una isla. El punto de intersección da el equilibrio entre el número de especies.

En los Capítulos 2 y 3, MacArthur y Wilson postulan que la riqueza de especies insulares depende del tamaño de la isla y el aislamiento de las regiones fuente. Los autores presentan un modelo de equilibrio que está basado en el siguiente concepto: cuando hay una adición en el número de especies de una isla, la tasa de inmigración isleña de nuevas especies va a disminuir mientras el índice de extinción de especies residentes aumentará. MacArthur y Wilson suponen que habrá un punto de equilibrio donde el índice de inmigración iguale el índice de extinción. Ellos más allá hipotetizan que un aumento en el tamaño de la isla reducirá las curvas de extinción mientras una disminución en distancia entre la isla y la región de fuente levantarán las curvas de inmigración. Dado que la intersección de las curvas de tasa de inmigración y extinción determina el número de especies, los autores predicen que las islas más grandes tendrán más especies que las islas más pequeñas (asumiendo que estas islas están comparativamente aisladas) y las islas aisladas tendrán menos especies que las islas más próximas a las regiones de origen (asumiendo que estas islas son igualmente grandes). Hay un discurso adicional sobre cómo los grupos insulares y los trampolines afectan este modelo.

### Modelamiento de colonización y dispersión
El capítulo 4 analiza la teoría de la supervivencia. Los autores describen un modelo que establece que la probabilidad de una colonización exitosa depende de la tasa de natalidad, la tasa de mortalidad y la capacidad de carga del medio ambiente. A partir de este modelo, se obtienen conclusiones sobre el tiempo medio de supervivencia de la descendencia de un propágulo, el tiempo medio de supervivencia de una población saturada y las características de los propágulos exitosos. 
En el Capítulo 5, MacArthur y Wilson examinan por qué las especies pueden excluirse de los entornos insulares y cómo cambia el nicho de una especie después de la introducción. Los autores suponen que las especies pioneras pueden ser excluidas por las siguientes razones: la isla tiene niveles saturados de competencia preexistente, las especies pioneras no pueden mantener una población lo suficientemente grande como para evitar la extinción y la isla alberga demasiados o muy pocos depredadores naturales. Cuando una especie coloniza una nueva área, los autores afirman que la especie cambiará, expandirá o contraerá su nicho realizado. 
El capítulo 6 es una exploración teórica de los modelos de dispersión. Los autores consideran cómo los escalones insulares afectan la dispersión de las especies, en particular, los efectos que el tamaño y el aislamiento de los escalones tienen sobre la dispersión. Se da más consideración a cómo las curvas de dispersión y la distancia promedio recorrida por los pioneros impactan este estudio. 
En el Capítulo 7, los autores afirman que generalmente hay 3 fases consecutivas en la evolución de las poblaciones después de la colonización. Inicialmente, existe una tendencia a que los colonizadores evolucionen de estrategas r a estrategas K. El efecto fundador también puede influir en las poblaciones colonizadoras durante esta primera fase. La segunda fase está marcada por adaptaciones a largo plazo al entorno local. En este período, las habilidades de dispersión se reducen comúnmente y los colonizadores se diferenciarán o asimilarán con especies competidoras. En la tercera fase, la evolución de las poblaciones colonizadoras puede resultar en especiación y / o radiación adaptativa.

## Pruebas de campo
La teoría del equilibrio de la biota insular fue probada experimentalmente por E. O. Wilson y su entonces estudiante graduado Daniel Simberloff en seis pequeñas islas de manglares en los Cayos de Florida. Las islas fueron fumigadas para limpiar las poblaciones de artrópodos. Luego se observó la inmigración de especies a la isla en un censo de primer y segundo año. Wilson y Simberloff confirmaron que había una relación inversa entre el número de especies en una isla y la distancia a la región de origen como se predijo en La Teoría de Biogeografía de Islas.

## Impacto

### Aplicaciones
La teoría de MacArthur y Wilson de la biogeografía de las islas se ha aplicado ampliamente fuera de los ecosistemas insulares. Para la microbiota, la teoría se ha aplicado a la distribución de hongos ectomicorricicos en árboles,la distribución de bacterias en huecos de árboles llenos de agua, y la distribución de hongos entre arbustos. Mientras que para la flora y la fauna, las predicciones de la teoría se han realizado con la riqueza de especies de plantas en las montañas y y con la riqueza de especies de caracoles acuáticos en cuerpos de agua. Las nuevas aplicaciones consideraron las plantas como islas para las especies de insectos y la dependencia de la riqueza de especies de ácaros en las áreas de las áreas de distribución de las especies de roedores. El trabajo de MacArthur y Wilson ha sido utilizado como base en otras teorías ecológicas, notablemente la teoría neutra unificada de biodiversidad, y ha sido fundacional para los campos de ecología de paisaje, biología de invasión, y biología de conservación.

### Crítica
Varios estudios han cuestionado los supuestos subyacentes en la teoría de la biogeografía de las islas de MacArthur y Wilson: específicamente, la intercambiabilidad de especies e islas, la independencia entre inmigración y extinción y la insignificancia de los procesos no equilibrados. En el prefacio de 2001, Wilson afirmó que "los defectos del libro radican en su simplificación excesiva y su carácter incompleto"..

### Legado
En 2007, se celebró un simposio en la Universidad de Harvard en honor al cuadragésimo aniversario de La Teoría de Biogeografía de Isla. Siguiendo esta conferencia, una colección de papeles estuvo publicada en el libro La Teoría de Biogeografía de Isla Revisited.
El Debate SLOSS se basa en la sugerencia de los autores de que una sola reserva grande era preferible a varias reservas pequeñas. 